# Strezovce
Strezovce (izvirno srbsko Стрезовце) je naselje v Srbiji, ki upravno spada pod Občino Preševo; slednja pa je del Pčinjskega upravnega okraja.

## Demografija
V naselju živi 636 polnoletnih prebivalcev, pri čemer je njihova povprečna starost 30,9 let (30,6 pri moških in 31,3 pri ženskah). Naselje ima 284 gospodinjstev, pri čemer je povprečno število članov na gospodinjstvo 3,50.
|  |

| Demografija | Demografija     | Demografija     |
| Leto        | Št. prebivalcev | Št. prebivalcev |
| ----------- | --------------- | --------------- |
|             |                 |                 |
|             |                 |                 |
|             |                 |                 |
|             |                 |                 |
| 1948        | 922             |                 |
| 1953        | 945             |                 |
| 1961        | 1038            |                 |
| 1971        | 1084            |                 |
| 1981        | 1068            |                 |
| 1991        | 997             | 919             |
| 2002        | 1367            | 995             |
|             |                 |                 |

| Etnična sestava po popisu iz leta 2002 | Etnična sestava po popisu iz leta 2002 | Etnična sestava po popisu iz leta 2002 | Etnična sestava po popisu iz leta 2002 | Etnična sestava po popisu iz leta 2002 |
| -------------------------------------- | -------------------------------------- | -------------------------------------- | -------------------------------------- | -------------------------------------- |
| Albanci                                | Albanci                                |                                        | 708                                    | 71,15%                                 |
| Srbi                                   | Srbi                                   |                                        | 272                                    | 27,33%                                 |
| Muslimani                              | Muslimani                              |                                        | 2                                      | 0,20%                                  |
| Makedonci                              | Makedonci                              |                                        | 2                                      | 0,20%                                  |
| Neznano                                | Neznano                                |                                        | 9                                      | 0,90%                                  |